# 我的湯姆貓
我的湯姆貓是一款由斯洛維尼亞開發商Outfit7於2013年11月11日推出的虛擬寵物類型手機應用程式。 該應用程式與《Pou》相似，是湯姆貓和他的朋友們系列中的第十四款作品。這是Outfit7首款採用更流暢動畫效果以及湯姆貓現有設計的遊戲。類似的應用程式《我的安吉拉》於2014年12月3日發布，續作於2021年7月13日推出。另一款類似應用《我的漢克狗》於2016年12月2日推出，其續集《我的湯姆貓2》於2018年11月3日發布。此外，另一款相關應用程式《湯姆貓總動員》於2020年6月11日推出。
該應用程式是該系列更名後發行的首款作品。

## 內容
遊戲的主要目標是照顧一隻名為湯姆的擬人化灰色虎斑貓，玩家可以選擇為湯姆改名。玩家需通過各種互動方式來照顧湯姆，幫助他從幼貓成長為成年貓，例如餵食、帶他上廁所、玩迷你遊戲，以及在他疲倦時讓他入睡。湯姆可以使用語音合成技術重複玩家通過設備麥克風說出的話，最長達25秒。玩家還可以通過應用內購買、遊戲內的虛擬貨幣，或登入Facebook來拜訪湯姆的朋友或環遊世界。此外，玩家可使用遊戲中的虛擬貨幣購買各種服裝、皮膚和配件，以裝扮和自訂湯姆。

## 爭議
該應用程式曾因顯示不適合年齡的成人服務廣告而引發爭議。2015年，英國廣告標準管理局（ASA）裁定，該應用程式展示了針對未成年人的成人網站廣告。 ASA指出，雖然Outfit7擁有「嚴格的廣告政策」，但該公司「未能確定是哪個廣告網絡在兒童應用程式中投放了不適當的廣告」以及這些廣告如何顯示在應用程式中。

## 我的湯姆貓2
我的湯姆貓2是我的湯姆貓的續集，於2018年11月3日推出。

## 獎項
- 於2014年Tabby Awards中獲得「最佳iPad遊戲：兒童、教育與家庭」獎。[6]
- 獲得「最佳iPad遊戲：兒童、教育與家庭」獎以及「最佳Android遊戲：益智、卡片與家庭」獎。[7]

## 外部連結
- 官方网站